# 百﨑蒼生
- 百崎蒼生

百﨑 蒼生（ももさき あおい、2005年9月11日 - ）は、熊本県菊池市出身のプロ野球選手（内野手）。右投右打。阪神タイガース所属。

## 経歴

### プロ入り前
小学3年から軟式野球を始める。中学校では熊本泗水ボーイズ所属。
熊本を出て、東海大学付属相模高等学校に進学。1年春の県大会からベンチで、1年秋から「3番・遊撃手」としてレギュラーに定着。しかし、チーム内での衝突があり、1年冬に中退する。地元・熊本に戻り、中学時代の友人の誘いで、東海大学付属熊本星翔高等学校に編入した。日本高等学校野球連盟の定める規則による1年間の公式戦出場停止期間を経て、高校3年時に夏の甲子園出場を果たした。結果は1回戦敗退。
2023年10月26日に行われたドラフト会議では、阪神タイガースから4位指名を受け、11月19日に契約金4000万円、年俸500万円で仮契約を結んだ。背番号は56。

### 阪神時代
2024年は右肩痛で出遅れるも、5月に復帰。ウエスタン・リーグで74試合に出場し、打率.185、1本塁打、10打点の成績を残した。オフにはみやざきフェニックス・リーグに参加した。11月19日に現状維持で契約を更改した。
2025年8月1日、ウエスタン・リーグの阪神–オリックス戦（SGLスタジアム）で「8番・遊撃」として出場。7回1死の打席でオリックスの井口和朋の145キロ速球が左頬に直撃して倒れ込み、ストレッチャーで運ばれた。診断の結果、下顎骨骨折と判明し、後に整復固定術を無事に終えた。

## 人物
50m走5秒9、遠投は100m。
目標とする選手は原口文仁。
守備面では木浪聖也に、打撃面では東海大相模の先輩にあたる森下翔太に弟子入りしたいと明かしている。

## 詳細情報

### 背番号
- 56（2024年[7] - ）